# 孙韬
孙韬（？—），男，中华人民共和国政治人物，曾任齐齐哈尔市人民政府市长，第六届全国人大代表。